# Lijst van concerto's van Joseph Haydn
Joseph Haydn schreef in zijn leven een aantal concerto's voor verschillende instrumenten. De nummering van Haydns concerten, waar niet altijd overeenstemming over was, is toegewezen door Anthony van Hoboken, die Haydns volledige oeuvre catalogiseerde. De nummering van de concerti komt niet per se overeen met de volgorde van compositie, maar wordt universeel geaccepteerd. De aanduidingen van Hoboken staan naast compositie vermeld. Van enkele der onderstaande werken wordt Haydn auteurschap betwijfeld; zeer waarschijnlijk niet-authentieke concerto's zijn niet opgenomen.

## Stijl
Haydns concerti zijn over het algemeen geschreven in de "galante" rococostijl. Ze staan alle in grote terts en zijn meestal niet gecompliceerd en zelden vernieuwend. Anders dan Mozart legde Haydn bij het schrijven van orkestmuziek het accent op de symfonie, niet op het concerto. Vaak bestaat hun begeleiding enkel uit strijkers en continuo, zodat de stukken met zes spelers (solo-instrument, strijkkwartet en continuo-instrument) als kamermuziek konden worden uitgevoerd. De meeste werken hebben geen repertoire gehouden; uitzonderingen zijn de eerste twee celloconcerto's en het trompetconcerto. Deze werken zijn ook ambitieuzer en beter doorwrocht van aard.

## De concerto's

### Vioolconcerto's
- Vioolconcerto nr. 1 in C-groot (Hob. VIIa/1)
- Vioolconcerto nr. 2 in D-groot (Hob. VIIa/2) (verloren gegaan)
- Vioolconcerto nr. 3 in A-groot (Hob. VIIa/3)
- Vioolconcerto nr. 4 in G-groot (Hob. VIIa/4)

### Celloconcerto's
- Celloconcerto nr. 1 in C-groot (Hob. VIIb/1)
- Celloconcerto nr. 2 in D-groot (Hob. VIIb/2)
- Celloconcerto nr. 3 in C-groot (Hob. VIIb/3) (verloren gegaan)
- Celloconcerto nr. 4 in D-groot (Hob. VIIb/4) (niet authentiek?)

### Contrabasconcerto
- Contrabasconcerto in D-groot (Hob. VIIc/1) (verloren gegaan)

### Hoornconcerto's
- Hoornconcerto nr. 1 in D-groot (Hob. VIId/1)
- Hoornconcerto nr. 2 in D-groot (Hob. VIId/2)
- Concerto voor 2 hoorns nr. 1 in Es-groot (Hob. VIIb/2)
- Concerto voor 2 hoorns nr. 2 in Es-groot (Hob. VIIb/6)

### Trompetconcerto
- Trompetconcerto in Es-groot (Hob. VIIe/1)

### Fluitconcerto
- Fluitconcerto in D-groot (Hob. VIIf/1)

### Hoboconcerto
- Hoboconcerto in C-groot (Hob. VIIg/C1)

### concerti voor 'lyra organizzata'
- Draailierconcert nr. 1 in C majeur (Hob. VIIh/1)
- Draailierconcert nr. 2 in G majeur (Hob. VIIh/2)
- Draailierconcert nr. 3 in G majeur (Hob. VIIh/3)
- Draailierconcert nr. 4 in F majeur (Hob. VIIh/4)
- Draailierconcert nr. 5 in F majeur (Hob. VIIh/5)

### Klavierconcerten
- Klavierconcerto nr. 1 in C majeur (Hob. XVIII/1)
- Klavierconcerto nr. 2 in D majeur (Hob. XVIII/2)
- Klavierconcerto nr. 3 in F majeur (Hob. XVIII/3)
- Klavierconcerto nr. 4 in G majeur (Hob. XVIII/4)
- Klavierconcerto nr. 5 in C majeur (Hob. XVIII/5)
- Klavierconcerto nr. 6 in F majeur (Hob. XVIII/6)
- Klavierconcerto nr. 7 in F majeur (Hob. XVIII/7)
- Klavierconcerto nr. 8 in C majeur (Hob. XVIII/8)
- Klavierconcerto nr. 9 in G majeur (Hob. XVIII/9)
- Klavierconcerto nr. 10 in C majeur (Hob. XVIII/10)
- Klavierconcerto nr. 11 in D majeur (Hob. XVIII/11)